# Comuna Prîvilne, Dubno
Prîvilne (în ucraineană Привільне) este o comună în raionul Dubno, regiunea Rivne, Ucraina, formată din satele Cereșnivka, Dibrivka, Pantalia și Prîvilne (reședința).

## Demografie
Componența lingvistică a comunei Prîvilne
     Ucraineană (98,65%)
     Alte limbi (1,26%)
Conform recensământului din 2001, majoritatea populației comunei Prîvilne era vorbitoare de ucraineană (98,65%), existând în minoritate și vorbitori de alte limbi.